# Mads Hansen (Schiedsrichter)
Mads Hansen (* 28. Mai 1977) ist ein dänischer Handballschiedsrichter.
Er debütierte 1999 in der dänischen 1. division und 2000 in der Håndboldligaen.
Gemeinsam mit seinem Gespannpartner Martin Gjeding war Hansen viele Jahre lang bei nahezu allen großen internationalen Turnieren im Einsatz, darunter bei der Weltmeisterschaft 2009 in Kroatien, bei der Europameisterschaft 2014 in Dänemark, bei der Weltmeisterschaft 2015 in Katar, bei der Europameisterschaft 2016 in Polen, bei der Weltmeisterschaft 2017 in Frankreich, bei der Europameisterschaft 2018 in Kroatien, bei der Weltmeisterschaft 2019 in Dänemark und Deutschland sowie bei der Europameisterschaft 2020 in Norwegen, Österreich und Schweden. Gjeding und Hansen leiteten unter anderem das EM-Finale 2016 zwischen Deutschland und Spanien (24:17).
Im Jahr 2020 beendete Hansen nach 24 Jahren seine Zusammenarbeit mit Gjeding und bildet fortan ein neues Gespann mit Jesper Madsen. Gemeinsam waren sie bei der Weltmeisterschaft 2021 in Ägypten, beim olympischen Handballturnier 2021 in Tokio, bei der Europameisterschaft 2022 in Ungarn und der Slowakei, bei der Weltmeisterschaft 2023 in Polen und Schweden, bei der Europameisterschaft 2024 in Deutschland sowie beim olympischen Handballturnier 2024 in Paris im Einsatz.